# Lophorrhachia usiura
Lophorrhachia usiura är en fjärilsart som beskrevs av Louis Beethoven Prout 1938. Lophorrhachia usiura ingår i släktet Lophorrhachia och familjen mätare. Inga underarter finns listade i Catalogue of Life.